# Granblue Fantasy: Versus
Granblue Fantasy: Versus è un videogioco picchiaduro in 2.5D sviluppato da Arc System Works e pubblicato da Cygames. Basato sul videogioco di ruolo Granblue Fantasy.
l gioco è stato pubblicato in occidente il 3 marzo per PlayStation 4 e per PC il 13 marzo 2020. Nelle versioni occidentali il gioco dispone del doppiaggio inglese, che dell'originale giapponese.

## Modalità di gioco
Il gioco è principalmente un picchiaduro dove l'obiettivo è eliminare l'avversario usando una combinazione d'attacchi per svuotare la barra di salute dell'avversario abbastanza volte da vincere l'incontro. Ogni personaggio possiede delle "Skybound Arts", ognuna delle quali corrisponde a un'abilità che il personaggio può usare nel gioco principale. Ogni abilità può essere usata con la pressione di un solo tasto, ma una volta usata, bisognerà attendere un certo lasso di tempo per usarla di nuovo. Se però il giocatore usa una combinazione più avanzata di movimenti e pressioni di tasti per lanciare l'attacco, il cooldown dell'abilità sarà accorciato.
Il gioco include anche una modalità storia, in stile picchiaduro a scorrimento/gioco di ruolo, include anche boss esclusivi, battaglie con vari eserciti, l'utilizzo di nuovi oggetti e una modalità in cooperativa.

## Personaggi
Nella serie Granblue Fantasy, Gran e Djeeta sono i personaggi principali, qui il giocatore dispone di 11 personaggi giocabili, questi presi dalle quattro razze principali: 
Umani; Erune; Draph e Harvin, altri sono stati aggiunti a posteriori, tramite DLC.
| Gioco base | DLC                                                  | DLC                                                                      | DLC                          |                                         | DLC Stage                    |
| Gioco base | Stagione 1                                           | Stagione 2                                                               | Legendary Edition            |                                         | DLC Stage                    |
| - Gran - Charlotta Fania - Ferry - Katalian Aryze - Ladiva - Lancelot - Lowain - Metera - Percival - Veseraga - Zeta | - Belzebub - Djeeta - Narmaya - Soriz - Zooey        | - Alessandro Cagliostro - Anre - Belial - Eustace - Seox - Yuel          | - Avatar Belial - Vira Lilie | - Dydroit Bell - Jewel Resort - Lumacie |                              |
| Granblue Fantasy Versus: Rising (include tutti i contenuti sopra elencati)                                           |                                                      |                                                                          |                              |                                         |                              |
| - Anila - Grimnir - Nier - Siegfried                                                                                 | - Lucilius - 2B - Vane - Beatrix - Versusia - Vikala | - Sandalphon - Galleon - Wilnas (5 agosto) - Meg (inverno) - Ilsa (2026) |                              |                                         | - Canaan Shrine - Feendrache |

Lunalu, è una disegnatrice Harvin, nel gioco rappresenta la funzione di selezione casuale del personaggio.
Belzebub, in origine chiamato Chaos Bringer (黒衣の男?, Kokui no otoko, Hooded Figure), è anche sbloccabile completando l'episodio 40 della modalità RPG.
Alessandro Cagliostro, è uno degli umani più anziani di Granblue, eluse la morte e la vecchiaia mutando più volte il suo corpo nei secoli, optando sempre più spesso verso "aggiornamenti femminili, carini", un alchimista un po' ossessionato dall'estetica.
Ladiva (Araldo dell'amore), è una Draph donna, rappresenta anche un personaggio inclusivo verso la comunità LGBT.
YoRHa No.2 Type B alias 2B è un personaggio DLC crossover con la serie NieR.

### Sondaggio
Durante il corso del Cygames Cup Special 2022 Final Round è stato svolto un sondaggio ufficiale per capire i gusti, l'interesse del pubblico su quali personaggi gradirebbero giocare, segue il risultato:
 Giappone:
1. Sandalphon
2. Siegfried
3. Beatrix
4. Seofon
5. Vikala
6. Anila
7. Nier
8. Ilsa
9. Lucilius
10. Vane

 Europa:
1. Sandalphon
2. Beatrix
3. Siegfried
4. Aliza
5. Seofon
6. Ilsa
7. Anila
8. Jeanne d’Arc
9. Silva
10. Black Knight

 USA:
1. Sandalphon
2. Beatrix
3. Siegfried
4. Ilsa
5. Seoofn
6. Aliza
7. Anila
8. Silva
9. Vikala
10. Vane

Da notare che già vari di questi sono stati annunciati per la versione Versus Rising.

## Edizioni
Granblue Fantasy: Versus - Legendary Edition (2021) edizione estesa, include tutti i dlc, i nuovi personaggi Avatar Belial e Vira e costumi più i codici bonus.
Granblue Fantasy: Versus - Value Edition (2021) gioco base più i due pass stagione dlc.
Il gioco è fruibile anche su PlayStation 5, in qualsiasi edizione.
Alcuni dati di gioco sono trasferibili dalla versione Versus a Versus Rising (trofei torneo; progresso Storia; colori Ex; estetiche armi)

## Doppiaggio
| Personaggio                                                                    | Voce inglese          | Voce giapponese   |
| ------------------------------------------------------------------------------ | --------------------- | ----------------- |
| Gran (グラン?, Guran)                                                          | Kyle McCarley         | Yūki Ono          |
| Katalina Aryze (カタリナ・アリーゼ?, Katarina Arize)                           | Erica Lindbeck        | Miyuki Sawashiro  |
| Charlotta Fenia (シャルロッテ・フェニア?, Sharurotte Fenia)                    | Cristina Vee          | Kaori Nazuka      |
| Lancelot (ランスロット?, Ransurotto)                                           | Stephen Fu            | Yuki Ono          |
| Ferry (フェリ?, Feri)                                                          | Cristina Vee          | Madoka Yonezawa   |
| Lowain (ローアイン?, Rōain)                                                    | Greg Chun             | Minoru Shiraishi  |
| Ladiva (ファスティバ?, Fasutiba, Fastiva)                                      | Patrick Seitz         | Tetsu Inada       |
| Percival (ペルシヴァル?, Perushivaru)                                          | Anthony Sitoy         | Ryōta Ōsaka       |
| Metera (メーテラ?, Mētera)                                                     | Faye Mata             | Ryoka Yuzuki      |
| Zeta (ゼタ?, Zeta)                                                             | Mela Lee              | Kana Hanazawa     |
| Vaseraga (バザラガ?, Bazaraga)                                                 | SungWon Cho           | Fumihiko Tachiki  |
| Beelzebub (ベルゼバブ?, Beruzebabu)                                            | Adin Rudd             | Katsuyuki Konishi |
| Narmaya (ナルメア?, Narumea)                                                   | Brianna Knickerbocker | Mao Ichimichi     |
| Soriz (ソリッズ?, Sorizu)                                                      | Jamieson Price        | Rikiya Koyama     |
| Djeeta (ジータ?, Jīta)                                                         | Erika Harlacher       | Hisako Kanemoto   |
| Zooey (ズーイー?, Zūī)                                                         | Laura Post            | Ami Koshimizu     |
| Belial (ベリアル?, Beriaru)                                                    | Matthew David Rudd    | Yoshimasa Hosoya  |
| Alessandro Cagliostro (アレッサンドロ・カリオストロ?, Aressandoro Kariosutoro) | Sarah Anne Williams   | Sakura Tange      |
| Yuel (ユエル?, Yueru)                                                          | Melissa Medina        | Kana Ueda         |
| Anre (ウーノ?, Ūno, Uno)                                                       | Bill Millsap          | Ryūsei Nakao      |
| Eustace (ユーステス?, Yūsutesu)                                                | Kanji Tang            | Kazuya Nakai      |
| Seox (シス?, Six, Six)                                                         | Griffin Puatu         | Nobuyuki Hiyama   |
| Vira (ヴィーラ?, Vīla, Vira)                                                   | Tamara Ryan           | Asami Imai        |
| Lunalu (ルナール)                                                              | Elsie Lovelock        | Rumi Ōkubo        |

## Sequel
Durante l'evento Granblue Fantasy Fest 2022, Cygames e gli sviluppatori, annunciano una nuova iterazione dal titolo Granblue Fantasy Versus: Rising, per PS4, PS5 e PC, pubblicata il 14 dicembre 2023.

## Accoglienza
| Testata                          | Giudizio |
| -------------------------------- | -------- |
| Metacritic (media al 10·08·2020) | 78/100   |
| OpenCritic (media al 18·05·2023) | 79/100   |
| Destructoid                      | 7.5/10   |
| Everyeye (IT)                    | 7.5/10   |
| Famitsū (JA)                     | 34/40    |
| GameSpot                         | 7/10     |
| Hardcore Gamer                   | [ 26 ]   |
| IGN                              | 8/10     |
| Multiplayer (IT)                 | 8.2/10   |
| Spaziogames (IT)                 | 7.9/10   |

Il gioco ha ricevuto un'accoglienza generalmente positiva da parte di Metacritic. IGN lo ha votato con un 8 su 10, considerandolo un'altra eccellente aggiunta alla famiglia ArcSys.
Alla versione PC non corrispondono molte recensioni professionali (probabile causa pubblicazione posticipata e copie promo esclusive per), in ogni modo l'aggregatore interno di Steam gli attribuisce 83/100 su oltre 6000 valutazioni dagli utenti.

### Vendite
Stando a Famitsu, Granblue Fantasy: Versus ha debuttato al primo posto tra i giochi più venduti in Giappone con un totale di 86,248 copie vendute, oltre che al secondo posto in Taiwan e al quarto nella Corea del Sud stando alla Media Create.
Al 25 gennaio 2021 il gioco ha venduto circa 500mila copie tra digitali e fisiche.

### Riconoscimenti
Premiato: Best Fighting Game of E3 2019.
Candidato: Best Fighting ai The Game Awards 2020.
Candidato: Outstanding Game, Franchise Fighting ai NAVGTR 2020.
Come Versus: Rising:

Candidato: Fighting Game of the Year ai D.I.C.E. Awards 2024.